# Mondariz (kommun)
Mondariz är en kommun i Spanien. Den ligger i provinsen Pontevedra i den autonoma regionen Galicien i nordvästra delen av landet, 400 km nordväst om huvudstaden Madrid. Antalet invånare är 4 425 (2024). Arean är 82,33 kvadratkilometer. Mondariz gränsar till Ponteareas.